# 中島迪男
中島 迪男（なかじま みちお、1926年4月29日 - 2006年8月11日）は、日本の経営者。シチズン時計社長、会長を務めた。

## 経歴
東京都出身。1951年に慶應義塾大学法学部を卒業し、同年にシチズン時計に入社。
1969年11月に取締役に就任し、1977年6月に常務、1981年6月に専務、1986年6月に副社長を経て、1987年6月には社長に就任。1997年6月に会長に就任し、1999年6月に取締相談役を経て、2002年6月から相談役を務めた。
1989年11月に藍綬褒章を受章し、1997年11月に勲三等旭日重光章を受章。
2006年8月11日喉頭癌のために死去。80歳没。